# Kathedrale von Évora

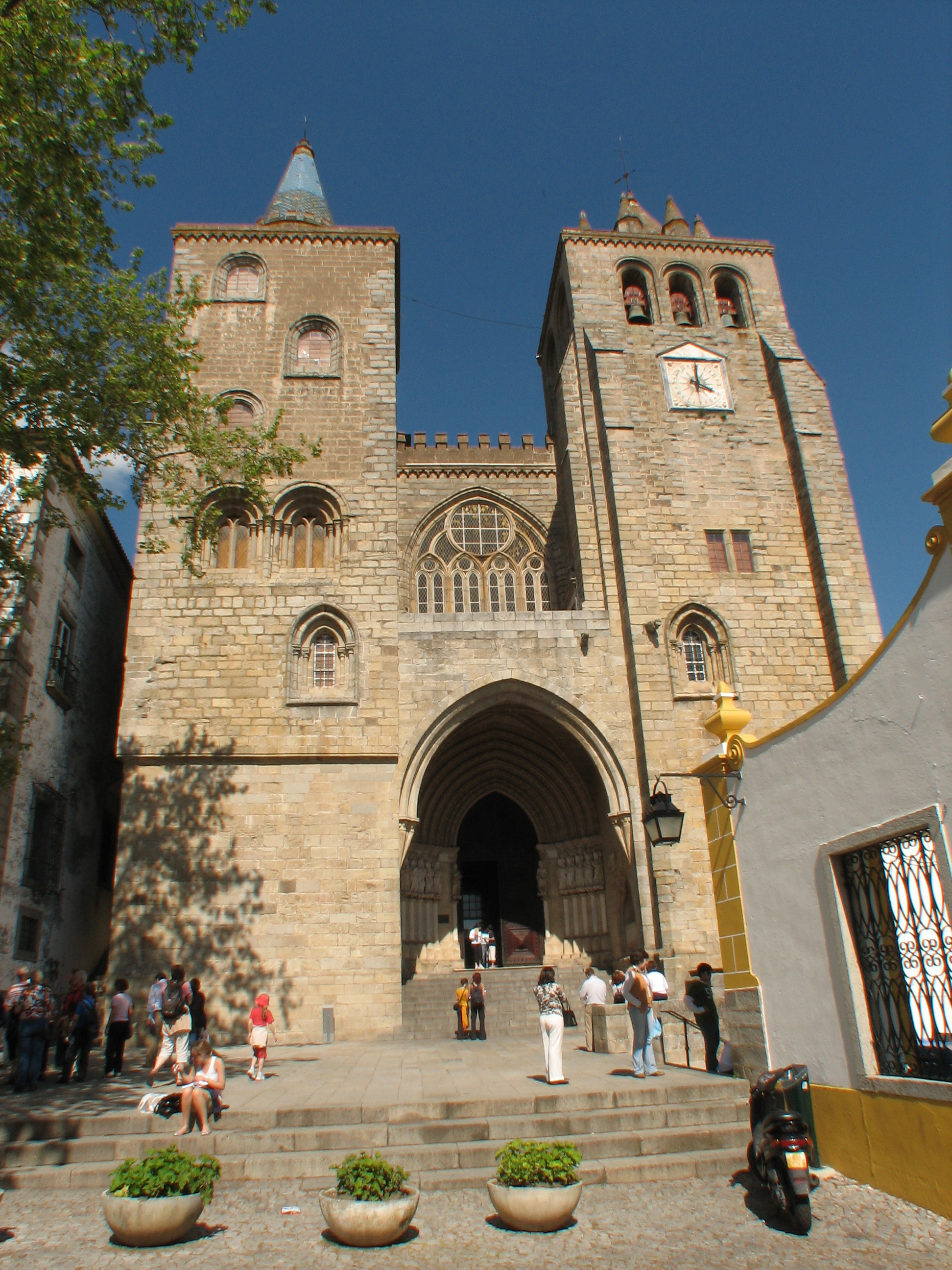
Doppelturmfassade der Kathedrale von Évora

Die Kathedrale von Évora oder die Kathedralbasilika Unserer Lieben Frau von der Himmelfahrt (portugiesisch Basílica Sé Catedral de Nossa Senhora da Assunção) ist eine römisch-katholische Kathedrale im historischen Zentrum von Évora in Portugal, das von der UNESCO zum Weltkulturerbe erklärt wurde, und bildet eines der wichtigsten Denkmäler der Stadt. Sie ist Sitz des Erzbistums Évora mit dem Titel einer Basilica minor.

## Geschichte
Die Stadt Évora wurde im Jahr 1166 in der Reconquista unter Geraldo sem Pavor von den christlichen Heeren erobert. Bereits 1186 begann man mit dem Bau einer Kathedrale. Die Weihe fand im Jahre 1204 statt. Der Bau weist romanische und von Anfang an gotische Züge auf. Die Spitztonnen über Mittelschiff und Querhaus und die spitzbogigen Kreuzgewölbe der Seitenschiffe entsprechen dem Muster der Abteikirche Cluny III und der Prioratskirche von Paray-le-Monial. Alle Fenster schließen in Spitzbögen, während sie in den genannten Vergleichskirchen aus der burgundischen Romanik grundsätzlich rund schließen. Das Vormaßwerk der oberen Seitenfenster des Langhauses kommt hochgotischem Maßwerk schon erstaunlich nahe. Hochgotisch ist das Maßwerk über dem Hauptportal. Zwischen 1317 und 1340 wurde der Kreuzgang im gotischen Stil angebaut. Im 15. und 16. Jahrhundert folgten der Chor, die Kanzel, das Baptisterium und die Kapelle der Madonna der Barmherzigkeit, auch Esporão genannt, im manuelinischen Stil. Die Hauptkapelle wurde in der ersten Hälfte des 18. Jahrhunderts im Barockstils ersetzt. 1929 erhielt die Kathedrale durch Papst Pius XI. zusätzlich den Titel einer Basilica minor.

## Architektur

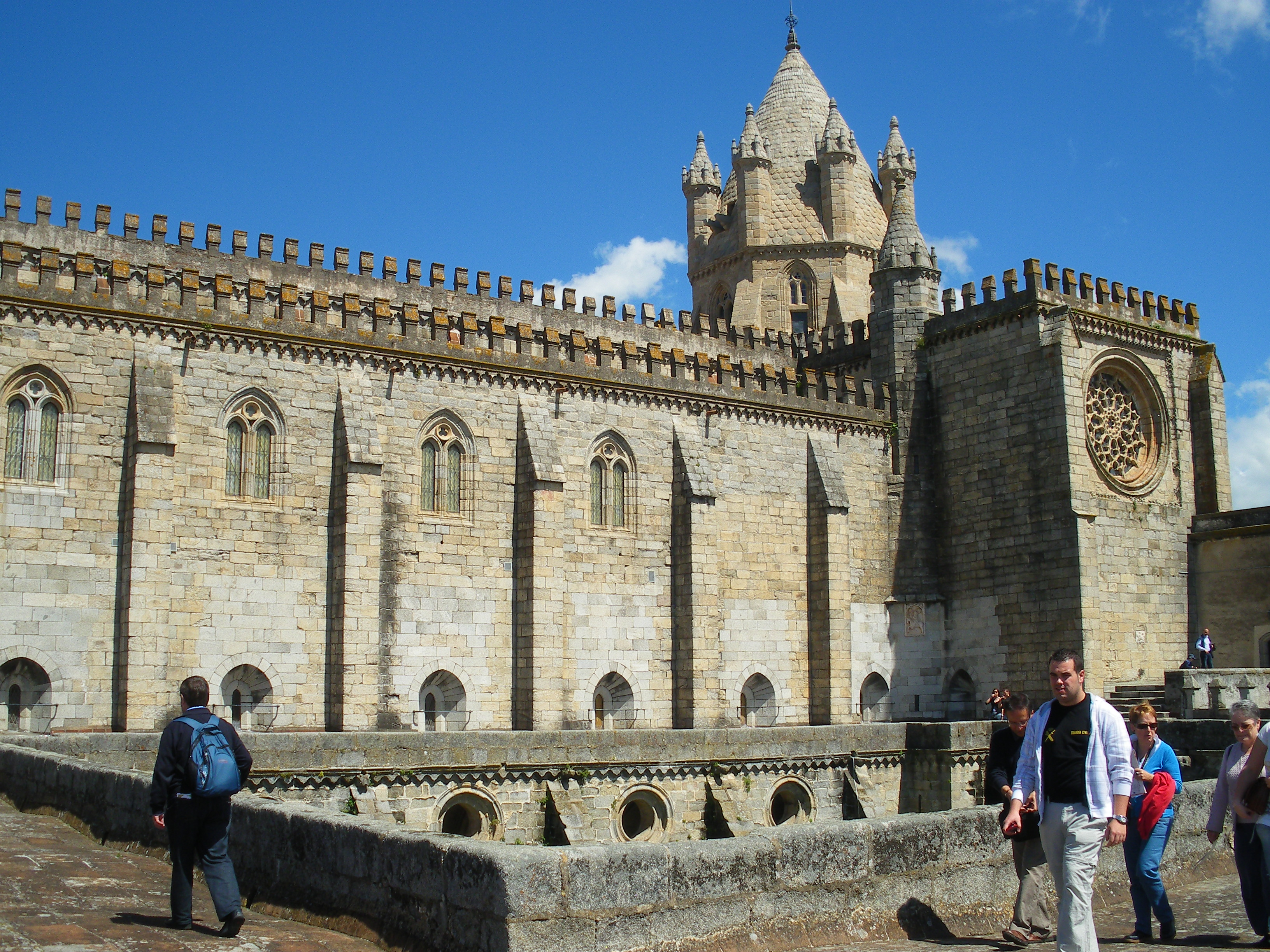
Langhaus und Vierung von Süden

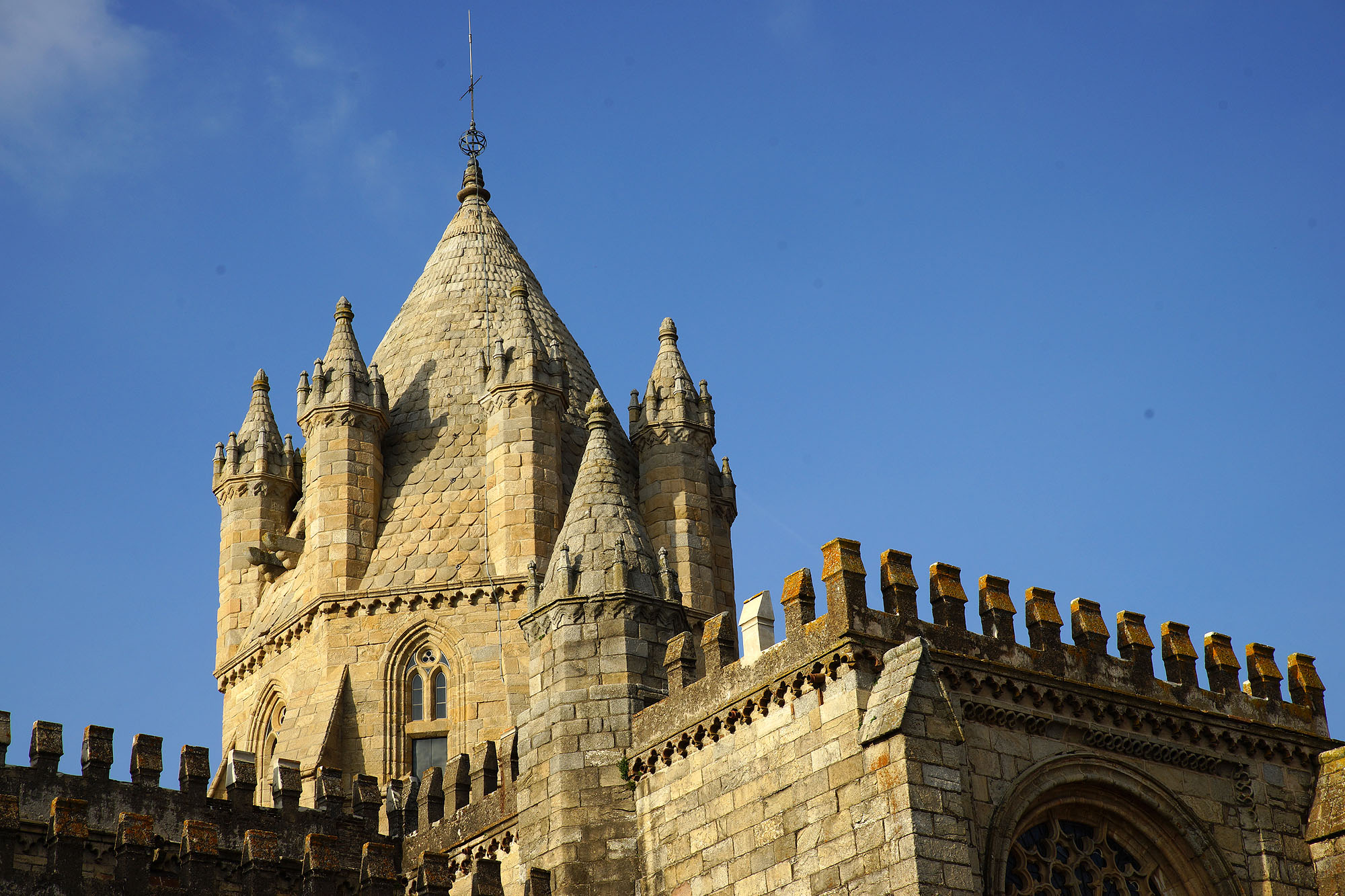
Vierungsturm

Dach mit Vierungsturm

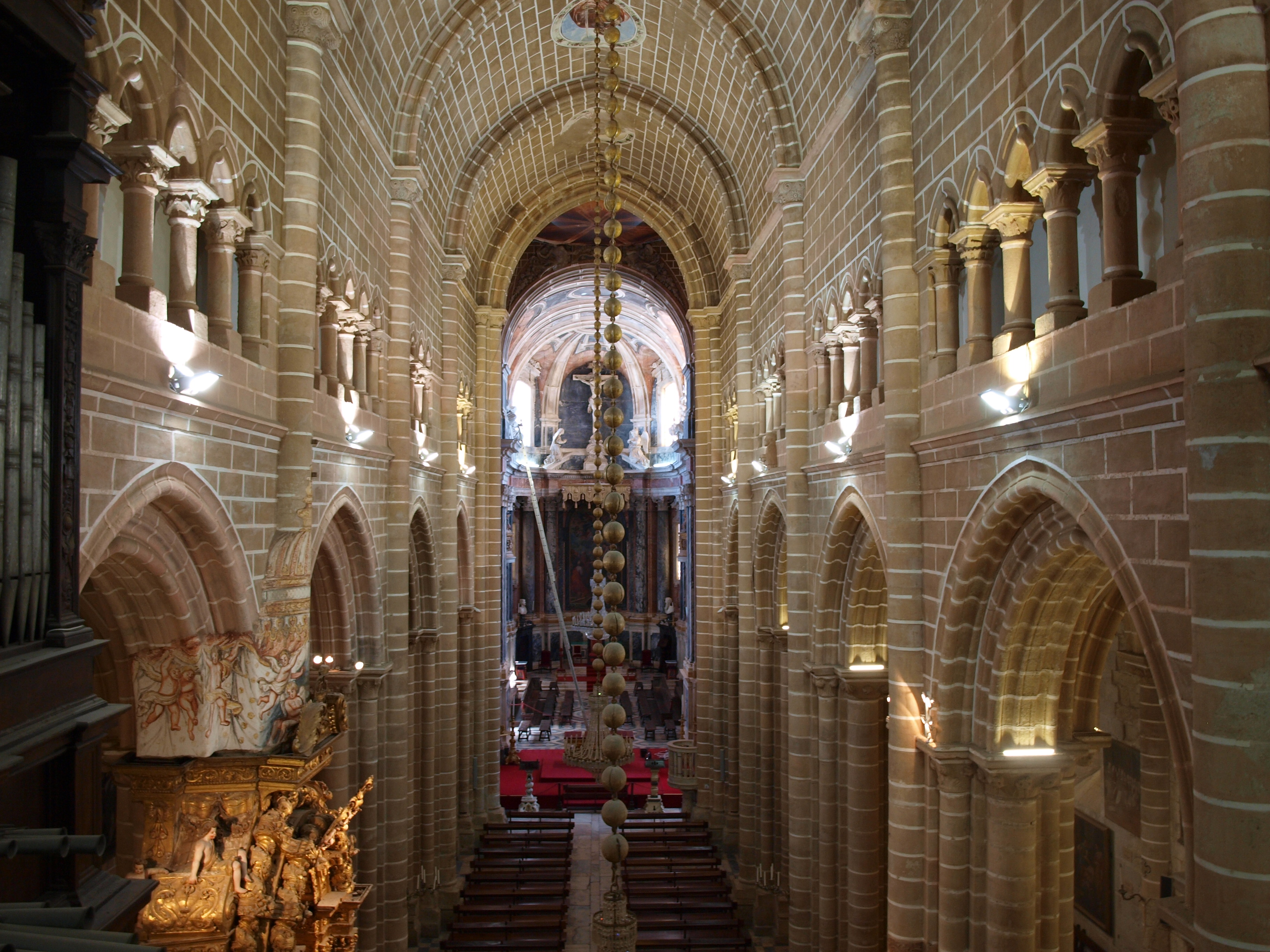
Weiße provisorische Wände hinter den Arkaden der Seitenemporen

Die Längsachse der Kirche weicht um 30° von einer exakten Ostung ab. Sie hat einen kreuzförmigen Grundriss und ist 70 Meter lang. 
Im Unterschied zur nördlich der Pyrenäen üblichen funktionellen Einteilung von Kathedralen befinden sich Hauptaltar und Chorgestühl an entgegengesetzten Enden des Kirchenraums, der Hauptaltar im Osten in der Hauptkapelle (international dem Chor) am östlichen Ende, das Chorgestühl auf der zwei Joche langen Empore (in Spanien und Portugal als Coro bezeichnet) über dem Hauptportal im Westen.
Das siebenjochige romanisch-frühgotische Schiff ist eine Pseudobasilika mit tonnengewölbtem Mittelschiff. Die Emporen über den Seitenschiffen sind derzeit durch sekundär eingefügte Längswände in Innen- und Außenzonen geteilt, sodass sie aus dem Mittelschiff wie Triforien erscheinen und das Licht aus den mit Vormaßwerk verzierten oberen Seitenfenstern des Schiffs dem Innenraum nicht zugutekommt.
Die Hauptfassade der Kathedrale, mit rosa Granit bedeckt, hat etwas von einer gotischen Weiterentwicklung derjenigen der Kathedrale von Lissabon. Bemerkenswert ist das Portal mit achteckigem Bogen und sechs Archivolten. Diese sind mit einer Reihe von Marmorskulpturen geschmückt, die die Apostel darstellen und um 1330 geschaffen wurden. Neben der Fassade erheben sich zwei asymmetrische Türme, die beide im Mittelalter entstanden und im 16. Jahrhundert abgeschlossen wurden. Über dem Narthex öffnet sich ein großes Fenster mit gotischem Maßwerk, ein großes Rosettenfenster befindet sich in einem Querschiff. Wie andere portugiesische Kirchen der Zeit sind die Außenwände mit Zinnen versehen und mit Arkaden mit Konsolen ausgestattet. Der Vierungsturm wird mit einer Spitze abgeschlossen. Die Fenster im Tambour erhellen derzeit nicht die Vierung des Kirchenraums, da diese durch eine abgehängte provisorische Decke begrenzt ist. Das Flachdach ist für Besucher zugänglich.
Die Hauptkapelle hat im Unterschied zu Lissabon keinen Chorumgang. Sie wurde 1718 von dem in Italien ausgebildeten Regensburger Architekten Johann Friedrich Ludwig im Barockstil umgebaut und mit viel Marmor ausgeschmückt. Die Ausstattung mit den opulenten Gemälden von Agostino Masucci und den Skulpturen von Antonio Bellini verstärken den Kontrast zu den eher schlichten Granitquadern im Kirchenschiff noch. Im linken Querschiff befindet sich die mit einem sehr schönen Sterngewölbe gedeckte Esperão-Kapelle aus dem Jahr 1527.

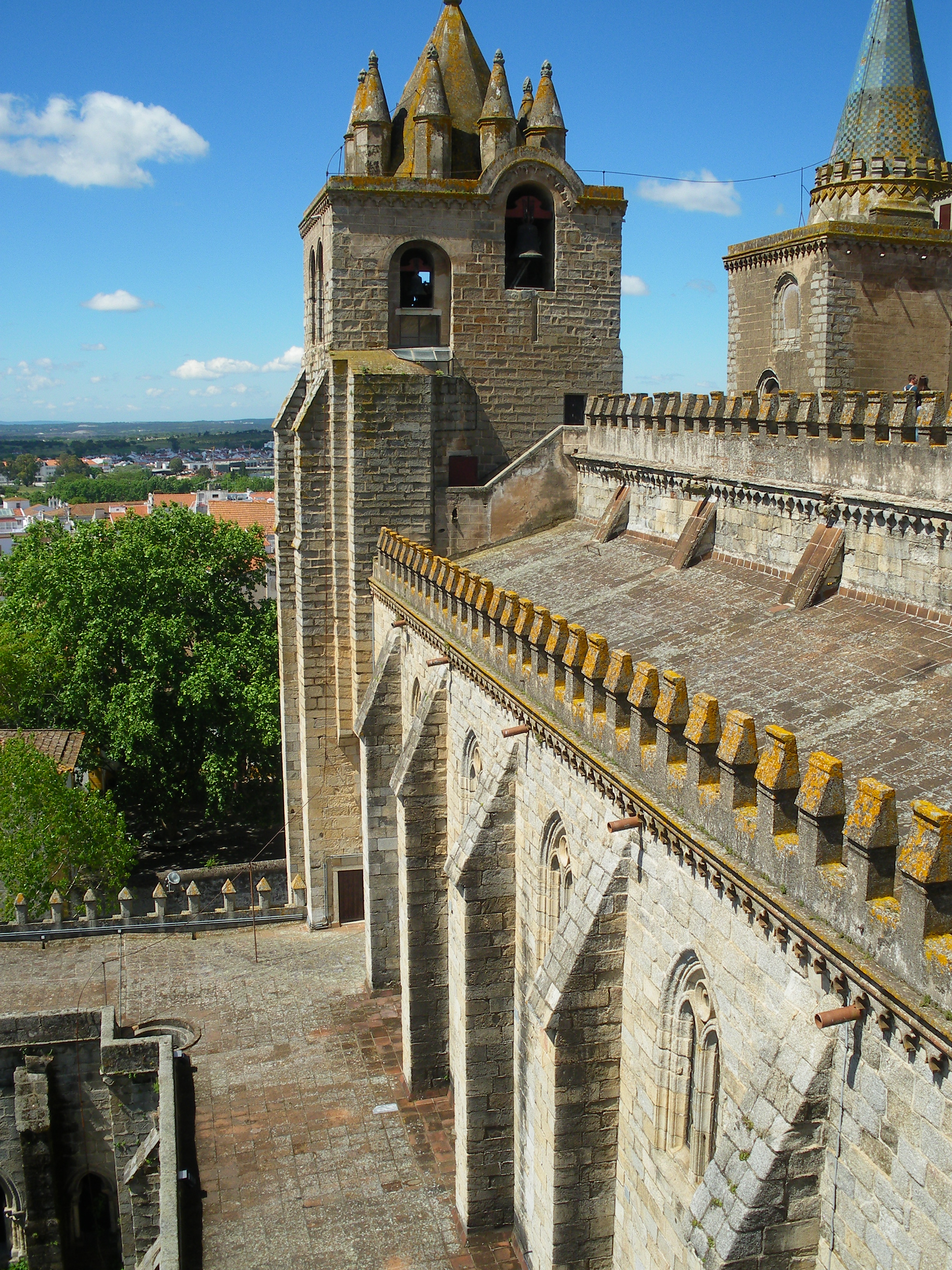
Flache Dächer, fensterlose Hochschiffswände
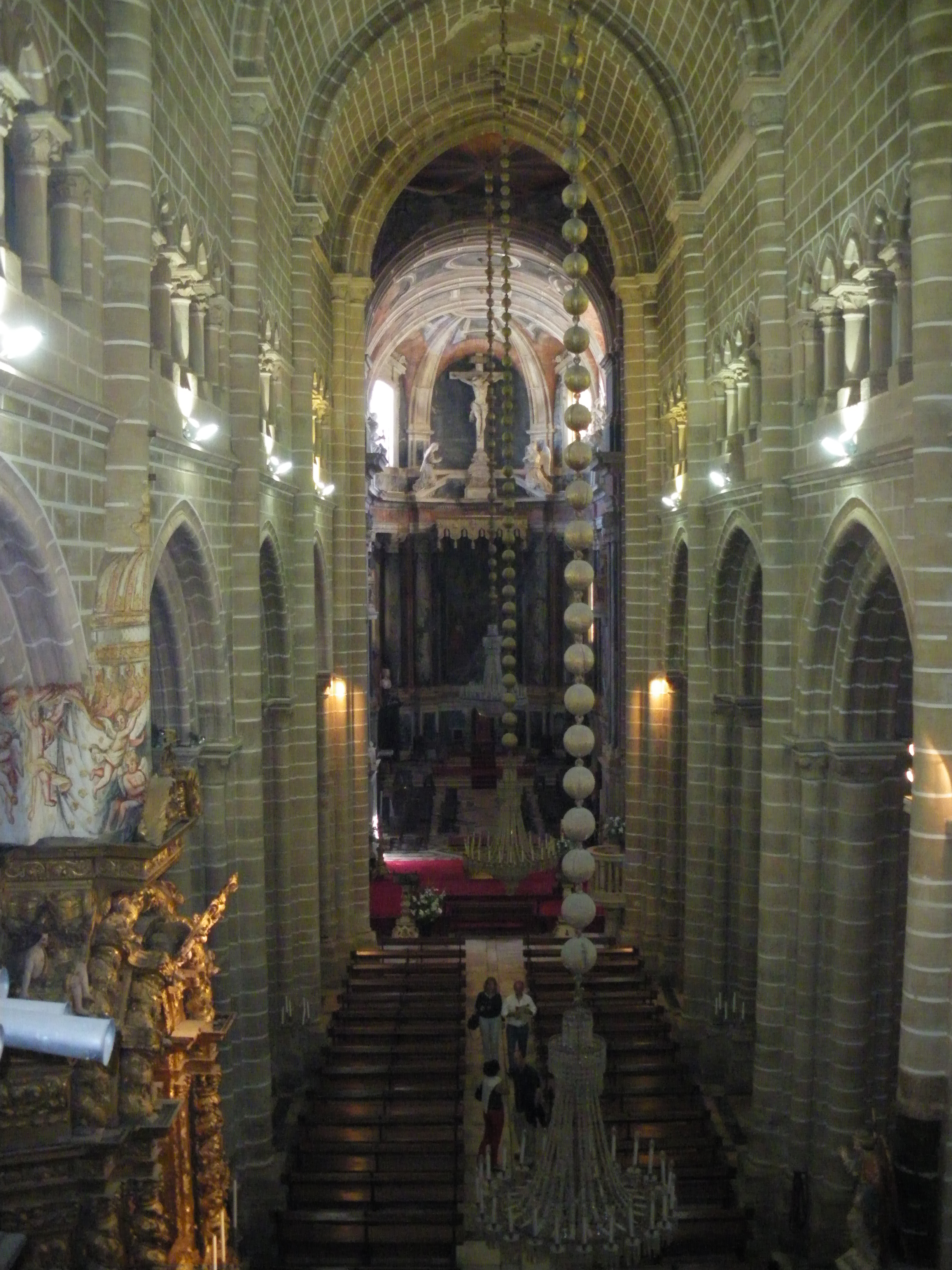
Mittelschiff zum Hauptaltar
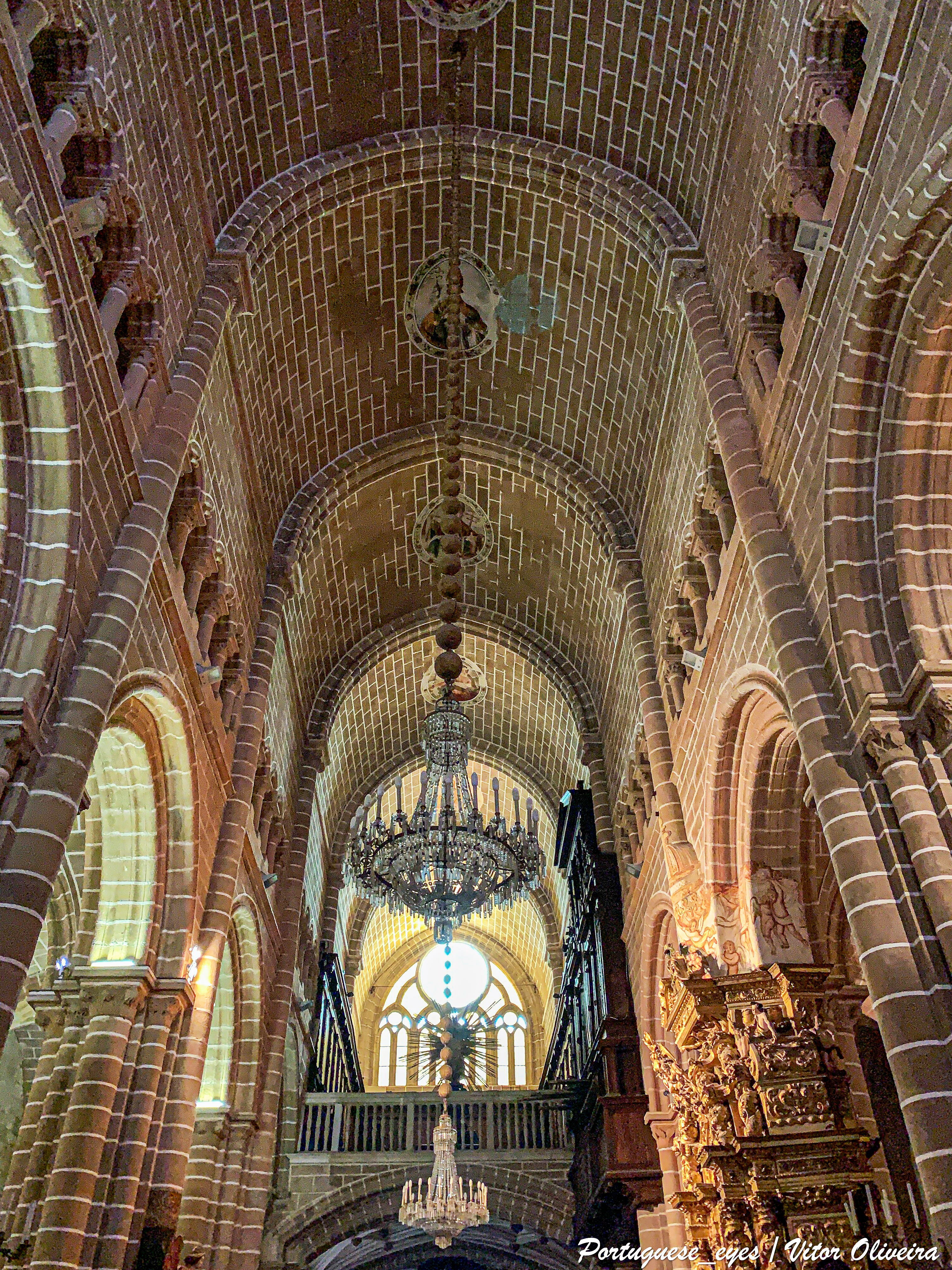
Mittelschiff zur Westempore mit Westchor

## Kreuzgang

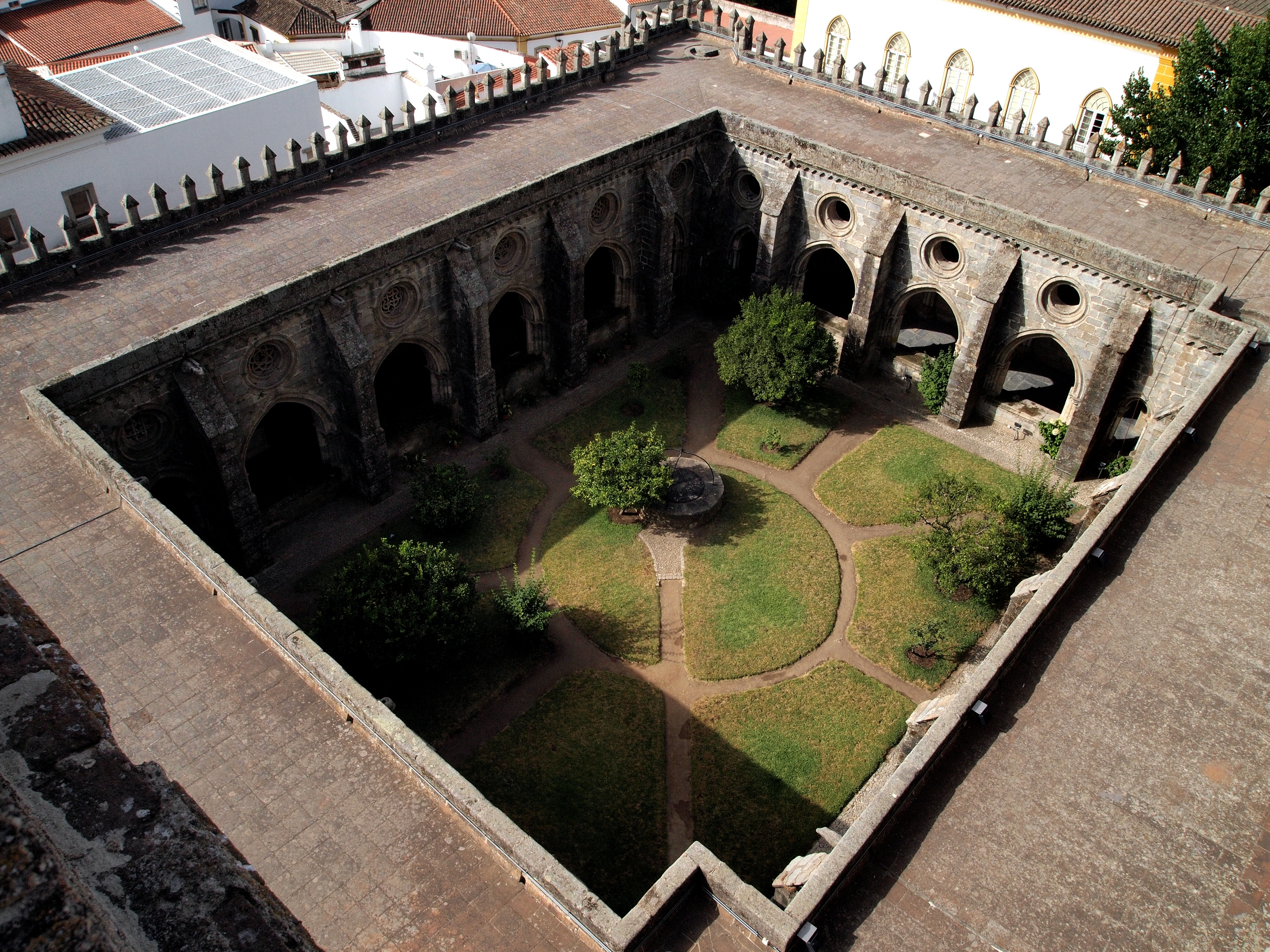
Kreuzgang

Der Kreuzgang der Kathedrale wurde zwischen 1317 und 1340 im gotischen Stil erbaut und zeigt auch den Einfluss des Kreuzgangs der Kathedrale von Lissabon. Die Verwendung von Granit auf der Außenseite gibt ihm eine schwere und kompakte Erscheinung, trotz der Oculi, die mit geometrischen Maßwerkornamenten verziert sind, die sich wiederum über den Bögen des Innenhofes öffnen und typisch für die Spätgotik sind.
Die Capela do Fundador, die Grabkapelle von Bischof Don Pedro, Gründer des Klosters, zeigt in der Mitte der Kapelle sein Grab mit der liegenden Figur des Bischofs und eine Statue des Erzengels Gabriel und eine weitere, polychrome der Jungfrau Maria. Das obere Stockwerk des Kreuzgangs, das über eine Wendeltreppe zugänglich ist, bietet einen herrlichen Blick auf die Kathedrale und die umliegende Landschaft.